# Formiga (kommun)
Formiga är en kommun i Brasilien.   Den ligger i delstaten Minas Gerais, i den sydöstra delen av landet, 600 km söder om huvudstaden Brasília. Antalet invånare är 65 064.
Följande samhällen finns i Formiga:
- Formiga

Omgivningarna runt Formiga är huvudsakligen savann. Runt Formiga är det ganska tätbefolkat, med 111 invånare per kvadratkilometer.